# Orinoco Flow
Az Orinoco Flow Enya ír dalszerző és énekesnő első kislemeze második, Watermark című albumáról. Enya első nagy sikere, az Egyesült Királyságban a slágerlista élére került és 200 000 eladott példány után ezüstlemez minősítést kapott. Gyakran tévesen Sail Away címen említik, refrénje után; a kislemez amerikai változata már Orinoco Flow (Sail Away) címen jelent meg. 1998-ban, az eredeti megjelenés tizedik évfordulójára újra kiadták a dalt kislemezen.

## Változatok
A kislemez különböző kiadásai. Az 1990-es kiadás Japánban Orinoco Flow címen jelent meg, de angol felirata 3 Tracks.
3" mini CD (Japán)
7" kislemez (Ausztrália, Dél-Afrika)
1. Orinoco Flow – 4:26
2. Out of the Blue – 3:08

7" kislemez (Egyesült Királyság, Franciaország, Kanada, Németország, USA)
Kazetta (USA)
1. Orinoco Flow (edit) – 3:45
2. Out of the Blue – 3:10

3" mini CD (Németország)
12" maxi kislemez (Németország, Egyesült Királyság, USA)
1. Orinoco Flow – 4:26
2. Smaoitím… – 6:09
3. Out of the Blue – 3:08

3 Tracks (Japán; 1990, 1997)
1. Orinoco Flow
2. Evening Falls…
3. Storms in Africa

CD maxi kislemez – 10th Anniversary Edition (Japán; 1998)
1. Orinoco Flow (edit)
2. Hope Has a Place
3. Pax Deorum

## Helyezések
| Slágerlista (1988-1989)                     | Legmagasabb helyezés |
| ------------------------------------------- | -------------------- |
| Ausztrál ARIA kislemezlista                 | 6                    |
| Brit kislemezlista                          | 1                    |
| Európai Hot 100                             | 1                    |
| Francia SNEP kislemezlista                  | 16                   |
| Holland kislemezlista                       | 1                    |
| Ír kislemezlista                            | 1                    |
| Német kislemezlista                         | 2                    |
| Norvég kislemezlista                        | 5                    |
| Osztrák kislemezlista                       | 8                    |
| Svájci kislemezlista                        | 1                    |
| Svéd kislemezlista                          | 2                    |
| USA Billboard Hot 100                       | 24                   |
| USA Billboard Hot Adult Contemporary Tracks | 7                    |
| USA Billboard Hot Modern Rock Tracks        | 6                    |

| Év végi slágerlisták (1989) | Helyezés |
| --------------------------- | -------- |
| Ausztrál kislemezlista      | 43       |
| Svájci kislemezlista        | 19       |